# Charles Bachman

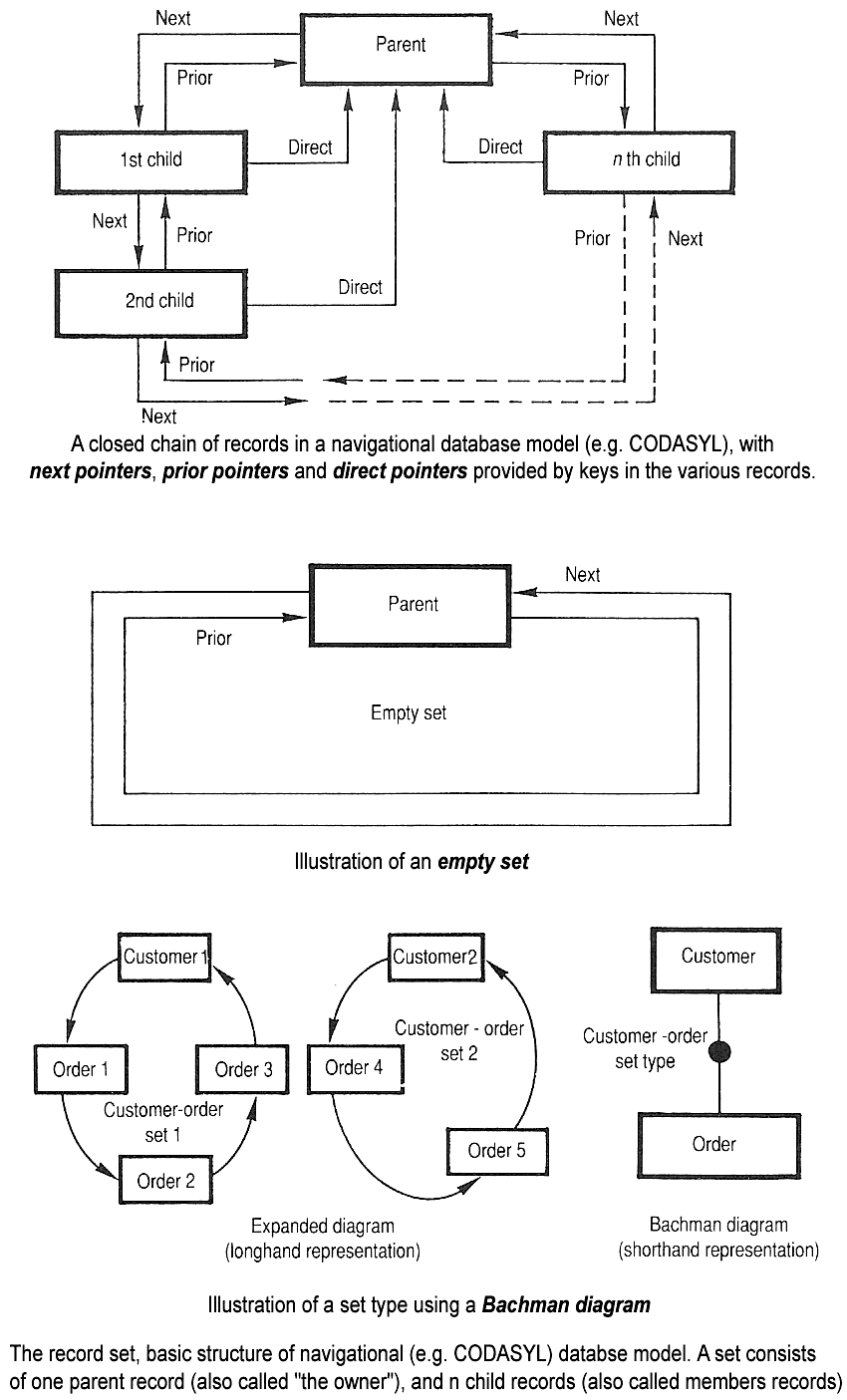
Estructura bàsica del model de base de dades navegacional CODASYL

Charles William "Charlie" Bachman III (11 de desembre de 1924 - 13 de juliol de 2017) fou un informàtic nord-americà, que va fer tota la seva carrera en la indústria, com a investigador, desenvolupador i gestor, en comptes de treballar al món acadèmic. És conegut sobretot per la seva feina en el desenvolupament dels primers sistemes de gestió de base de dades. Ell és qui donà nom als diagrames de Bachman.

## Biografia
Va néixer a Manhattan, Kansas, on el seu pare feia d'entrenador de futbol americà universitari. Els anys d'institut els va passar a Michigan, on el seu pare entrenava l'equip de Michigan State.
Durant la Segona Guerra Mundial va estar a l'exèrcit, del març de 1944 al febrer de 1946, al front del Sud-oest del Pacífic, al cos d'antiaeris. Allà va veure per primera vegada dispositius electrònics per controlar els canons de 90 mm.
Després de llicenciar-se, va estudiar enginyeria mecànica a Michigan State, on es va llicenciar l'any 1948. El 1949 es va casar i va anar a la Universitat de Pennsilvània. El 1950 va obtenir un màster en enginyeria, i havia completat tres quartes parts del MBA de la mateixa universitat.

## Carrera
Bachman va estar-se tota la carrera a la indústria sense entrar al món acadèmic. L'any 1950 va entrar a Dow Chemical a Midland (Michigan). El 1957 va convertir-se en el primer director de procés de dades. Va treballar amb un grup d'usuaris d'IBM per preparar una nova versió d'un programari de generació d'informes. El 1960 va passar a General Electric, on el 1963 va desenvolupar l'Integrated Data Store (IDS), un dels primers sistemes de gestió de base de dades, utilitzant el que es va conèixer com a model navegacional de base de dades.
Treballant per a un client, el 1965 va desenvolupar el primer accés en xarxa a la base de dades IDS, un sistema rudimentari de processament de transaccions anomenat WEYCOS. Més endavant, va desenvolupar el producte "dataBasic" que donava suport de bases de dades als usuaris de BASIC. El 1981, va passar a treballar en una empresa més petita, Cullinane Information Systems (després Cullinet), que oferia una versió d'IDS anomenada IDMS i suportava als mainframes d'IBM.

### Bachman Information Systems
El 1983, va fundar Bachman Information Systems, que desenvolupava una línia d'eines CASE. La part central de la seva oferta era el BACHMAN/Data Analyst, que donava suport gràfic per crear i mantenir diagrames de Bachman.
L'empresa va sortir a borsa el 1991. Va tenir un màxim de 37 dòlars per acció el febrer de 1992, però el 1995 havia baixat a 1,75. El 1996, l'empresa es va fusionar amb Cadre Technology per formar Cayenne Software.
Va fer de president de la nova empresa durant un any, i es va retirar. Va continuar sent president del consell de Cayenne, fins que Sterling Software va comprar l'empresa el 1998.

## Retir
Després de retirar-se, Bachman va fer feina de voluntari per ajudar a conservar la història dels primers desenvolupaments de programari. El 2002 va fer una conferència al Museu d'Història dels Ordinadors sobre el muntatge de l'Integrated Data Store, i va fer una història oral per a l'ACM el 2004.
Els papers de Bachman entre 1951 i 2007 es poden consultar al Charles Babbage Institute de la Universitat de Minnesota.
El 2011, va fer una història oral per a l'IEEE.

## Honors i Premis
- Va rebre el Premi Turing de l'ACM el 1973 per "les seves extraordinàries contribucions a la tecnologia de les bases de dades".
- Fou escollit Fellow Distingit de la British Computer Society el 1977 per la seva feina pionera en sistemes de bases de dades.[10]
- Va rebre una "Medalla Nacional de Tecnologia i Innovació" el 2012 "per invents fonamentals en la gestió de bases de dades, el processament de transaccions i l'enginyeria de programari".[11]
- Fou escollit Fellow de l'ACM el 2014 per contribucions a la tecnologia de bases de dades, en particular l'Integrated Data Store.[12]
- El 2015, fou nomenat Fellow[13] del Museu d'Història dels Ordinadors per la seva feina pionera en el desenvolupament de sistemes de bases de dades.